# Virus vztekliny
Virus vztekliny je RNA virus s helikální symetrií a typickým tvarem projektilu. Je původcem vztekliny, akutního, zpravidla smrtelně probíhajícího onemocnění zvířat i člověka.

## Struktura
Virus vztekliny je obalený virus střední velikosti (180 x 70 nm), viriony svým tvarem připomínají projektil. Uvnitř je negativní lineární jednovláknová RNA (-ssRNA), která se na celkové hmotnosti virionu podílí 1-2 %. Perikapsidální obal nese peplomery dlouhé asi 7 μm. Strukturální protein nukleokapsidy se nazývá antigen N a je společný všem virům z rodu Lyssavirus. Lze jej prokázat komplementfixačním testem nebo imunofluorescencí. Povrchový glykoprotein, antigen G, je typově specifický a na základě rozdílů v jeho stavbě se virus vztekliny dělí do 6 sérotypů.

## Replikace
Virus vztekliny je neurotropní, má afinitu k nervové tkáni. Do buňky vstupuje přes acetylcholinový receptor. Replikuje se v cytoplasmě infikovaných buněk a dozrává pučením přes cytoplasmatickou membránu. Virové proteiny pak tvoří intracytoplasmatické inkluze viditelné ve světelném mikroskopu, tzv. Babes-Negriho tělíska. Jejich přítomnost je patognomickým znakem pro vzteklinu, nicméně v histologických preparátech se vyskytují asi jen v 50 % případů vztekliny. Nejčastěji se Negriho tělíska nacházejí v pyramidálních buňkách a dále v Purkyňových buňkách mozečku.

## Sérotypy
- sérotyp 1 – klasický virus vztekliny: vyskytuje se u domácích i divokých zvířat na celém světě
- sérotyp 2 – Lagos bat – vyskytuje se v Africe, u člověka vyvolává onemocnění jen vzácně
- sérotyp 3 – Mokola – vyskytuje se v Africe, u člověka vyvolává onemocnění jen vzácně
- sérotyp 4 – Duvenhage virus – vyskytuje se v Africe, u člověka vyvolává onemocnění jen vzácně
- sérotyp 5 – European bat lyssavirus, EBL 1, Evropský netopýří virus 1
- sérotyp 6 – European bat lyssavirus, EBL 2, Evropský netopýří virus 2
- sérotyp 7 – Australian bat lyssavirus, Australský netopýří virus

Mezi jednotlivými sérotypy dochází ke zkřížené imunitě a vakcína proti klasickému viru vztekliny chrání do značné míry i proti ostatním sérotypům.

## Virus fixe
Virus fixe je laboratorní mutant viru vztekliny, který dlouhodobým intracerebrálním pasážováním na laboratorních zvířatech ztratil schopnost dospět při intramuskulární nebo subkutánní inokulaci do CNS. Také není vylučován slinami.